# 1. FC Heidenheim 1846
1. FC Heidenheim 1846 is een Duitse voetbalclub uit de stad Heidenheim an der Brenz, in de zuidelijke deelstaat Baden-Württemberg. Blauw en rood zijn de kleuren van de vereniging, waarvan de geschiedenis teruggaat tot 1846.

## Geschiedenis
De sportvereniging Heidenheimer Sportbund 1846 e. V. ontstond in 1971 door een fusie tussen TSB Heidenheim en  VfL Heidenheim. Hieronder viel ook de voetbalafdeling. Op 1 januari 2007 scheidde de voetbalafdeling zich af van de SB Heidenheim en ging het verder als 1. FC Heidenheim 1846.
1. FC Heidenheim promoveerde op 30 mei 2009 naar de 3. Liga. Na een overwinning op Karlsruher SC II, kon de club niet meer achterhaald worden in de Regionalliga Süd en was de titel, met bijbehorende promotie, een feit.
Heidenheim draaide goed mee op het derde niveau, maar het lukte elk seizoen net niet om op een van de promotieplaatsen te belanden. In het seizoen 2013/14 slaagde de club er wel in om promotie naar de 2. Bundesliga te bewerkstelligen. Heidenheim werd kampioen, vóór runner-up RB Leipzig. Het was de eerste keer in de historie dat de Baden-Württembergers promoveerden naar het tweede niveau.
Een opvallend gegeven is het zeer langjarige dienstverband van trainer Frank Schmidt. Na het ontslag van Dieter Märkle in september 2007 zou Schmidt de vakante positie tijdelijk waarnemen tot aan de winterpauze. Echter onder zijn leiding kwamen de successen weer terug bij Heidenheim waardoor hij de post definitief kreeg. Na ettelijke contractverlengingen heeft Schmidt nu een contract getekend tot juni 2023.
Na een krankzinnig einde van het seizoen 2022/23 promoveerde het nietige 1. FC Heidenheim voor het eerst in de historie naar de hoogste Duitse voetbalklasse. Directe promotie leek uit handen te worden gegeven, nadat het de blessuretijd aanving met een 2-1-achterstand in en tegen Regensburg. De vijftien minuten durende blessuretijd was voor Heidenheim genoeg om twee keer te scoren en daarmee promotie naar de Bundesliga af te dwingen en Hamburger SV naar de promotie-/degradatiewedstrijden te verwijzen.
In het debuutseizoen in de Bundesliga eindigde 1. FC Heidenheim op de 8e plaats. Hiermee wist de club zich niet alleen eenvoudig te handhaven, maar kwalificeerde het zich zelfs voor het eerst voor Europees voetbal.   
In het seizoen 2024-2025 kwam Heidenheim uit in de voorronde van de UEFA Conference League, via een overwinning op het Zweedse BK Häcken in de laatste kwalificatieronde plaatste Heidenheim zich voor het hoofdtoernooi van de Conference League. In het hoofdtoernooi van de Conference League werd de 16e plaats behaald in de competitiefase met tien punten, hiermee plaatste Heidenheim zich voor de knock out fase, hier werd de club in de tussenronde vervolgens uitgeschakeld door het Deense FC Kopenhagen. In het tweede seizoen in de Bundesliga was Heidenheim na twee speelronden de verrassende koploper, daarna zakte de club weg naar de degradatiezone en eindigde op de zestiende plaats waardoor de club promotie-/degradatiewedstrijden moest spelen. Heidenheim versloeg SV Elversberg en verzekerde zich hiermee van een derde seizoen in de Bundesliga.    

## Overzichtslijsten
| Niveau | Aantal | Periode (1971-2026)                        |
| ------ | ------ | ------------------------------------------ |
| I      | 3      | 2023-....                                  |
| II     | 9      | 2014-2023                                  |
| III    | 12     | 1971-1975, 1976-1979, 2009-2014            |
| IV     | 11     | 1975-1976, 1979-1983, 1991-1992, 2004-2009 |
| V      | 16     | 1983-1991, 1992-1994, 1998-2004            |
| VI     | 4      | 1994-1998                                  |

### Eindklasseringen vanaf 1972 (grafisch)
- 1972 6e
Niveau 3
- 1973 10e
Niveau 3
- 1974 12e
Niveau 3
- 1975 15e
Niveau 3
- 1976 1e
Niveau 4
- 1977 2e
Niveau 3
- 1978 4e
Niveau 3
- 1979 18e
Oberliga
- 1980 8e
Niveau 4
- 1981 8e
Niveau 4
- 1982 14e
Niveau 4
- 1983 18e
Niveau 4
- 1984 4e
Niveau 5
- 1985 4e
Niveau 5
- 1986 14e
Niveau 5
- 1987 3e
Niveau 5
- 1988 10e
Niveau 5
- 1989 7e
Niveau 5
- 1990 4e
Niveau 5
- 1991 1e
Niveau 5
- 1992 16e
Niveau 4
- 1993 5e
Niveau 5
- 1994 7e
Niveau 5
- 1995 11e
Niveau 6
- 1996 3e
Niveau 6
- 1997 7e
Niveau 6
- 1998 1e
Niveau 6
- 1999 3e
Verbandsliga
- 2000 5e
Verbandsliga
- 2001 10e
Verbandsliga
- 2002 8e
Verbandsliga
- 2003 2e
Verbandsliga
- 2004 2e
Verbandsliga
- 2005 5e
Oberliga
- 2006 2e
Oberliga
- 2007 3e
Oberliga
- 2008 4e
Oberliga
- 2009 1e
Regionalliga
- 2010 6e
3. Liga
- 2011 9e
3. Liga
- 2012 4e
3. Liga
- 2013 5e
3. Liga
- 2014 1e
3. Liga
- 2015 8e
2. Bundesliga
- 2016 11e
2. Bundesliga
- 2017 6e
2. Bundesliga
- 2018 13e
2. Bundesliga
- 2019 5e
2. Bundesliga
- 2020 3e
2. Bundesliga
- 2021 8e
2. Bundesliga
- 2022 6e
2. Bundesliga
- 2023 1e
2. Bundesliga
- 2024 8e
Bundesliga
- 2025 16e
Bundesliga

- Niveau 1
- Niveau 2
- Niveau 3
- Niveau 4
- Niveau 5
- Niveau 6

| Legenda niveautijdlijn | Legenda niveautijdlijn      | Legenda niveautijdlijn      | Legenda niveautijdlijn      | Legenda niveautijdlijn    | Legenda niveautijdlijn |
| Liga                   | Seizoen 1963/64 t/m 1973/74 | Seizoen 1974/75 t/m 1993/94 | Seizoen 1994/95 t/m 2007/08 | Seizoen 2008/09 tot heden | Opmerking              |
| ---------------------- | --------------------------- | --------------------------- | --------------------------- | ------------------------- | ---------------------- |
| Bundesliga             | Niveau I                    | Niveau I                    | Niveau I                    | Niveau I                  |                        |
| 2. Bundesliga          | --                          | Niveau II                   | Niveau II                   | Niveau II                 |                        |
| 3. Liga                | --                          | --                          | --                          | Niveau III                |                        |
| Regionalliga           | Niveau II                   | --                          | Niveau III                  | Niveau IV                 |                        |
| Oberliga               | --                          | Niveau III *                | Niveau IV                   | Niveau V                  | * vanaf 1978/79        |

### Seizoensresultaten vanaf 1972
| Seizoen | Competitie                         | Niveau | Eindstand | DFB Pokal   | Opmerking                                                                                    |
| ------- | ---------------------------------- | ------ | --------- | ----------- | -------------------------------------------------------------------------------------------- |
| 1971/72 | 1. Amateurliga Württemberg         | III    | 6         | --          |                                                                                              |
| 1972/73 | 1. Amateurliga Württemberg         | III    | 10        | --          |                                                                                              |
| 1973/74 | 1. Amateurliga Württemberg         | III    | 12        | --          |                                                                                              |
| 1974/75 | 1. Amateurliga Württemberg         | III    | 15        | 1e ronde    | < Hertha Zehlendorf: 2-2 n.v. / 0-5                                                          |
| 1975/76 | 2. Amateurliga Württemberg Groep 3 | IV     | 1         | --          |                                                                                              |
| 1976/77 | 1. Amateurliga Württemberg         | III    | 2         | --          | finalist WFV-Pokal > 1. FC Normannia Gmünd: 1-2                                              |
| 1977/78 | 1. Amateurliga Württemberg         | III    | 4         | 1e ronde    | < FK Pirmasens: 1-2                                                                          |
| 1978/79 | Oberliga Baden-Württemberg         | III    | 18        | --          |                                                                                              |
| 1979/80 | Verbandsliga Württemberg           | IV     | 8         | 1e ronde    | < Hertha BSC: 0-4                                                                            |
| 1980/81 | Verbandsliga Württemberg           | IV     | 8         | --          |                                                                                              |
| 1981/82 | Verbandsliga Württemberg           | IV     | 14        | --          |                                                                                              |
| 1982/83 | Verbandsliga Württemberg           | IV     | 18        | --          |                                                                                              |
| 1983/84 | Landesliga Württemberg Groep 2     | V      | 4         | --          |                                                                                              |
| 1984/85 | Landesliga Württemberg Groep 2     | V      | 4         | --          |                                                                                              |
| 1985/86 | Landesliga Württemberg Groep 2     | V      | 14        | --          |                                                                                              |
| 1986/87 | Landesliga Württemberg Groep 2     | V      | 3         | --          |                                                                                              |
| 1987/88 | Landesliga Württemberg Groep 2     | V      | 10        | --          |                                                                                              |
| 1988/89 | Landesliga Württemberg Groep 2     | V      | 7         | --          |                                                                                              |
| 1989/90 | Landesliga Württemberg Groep 2     | V      | 4         | --          |                                                                                              |
| 1990/91 | Landesliga Württemberg Groep 2     | V      | 1         | --          |                                                                                              |
| 1991/92 | Verbandsliga Württemberg           | IV     | 16        | --          |                                                                                              |
| 1992/93 | Landesliga Württemberg Groep 2     | V      | 5         | --          |                                                                                              |
| 1993/94 | Landesliga Württemberg Groep 2     | V      | 7         | --          |                                                                                              |
| 1994/95 | Landesliga Württemberg Groep 2     | VI     | 11        | --          | herinvoering Regionalliga                                                                    |
| 1995/96 | Landesliga Württemberg Groep 2     | VI     | 3         | --          |                                                                                              |
| 1996/97 | Landesliga Württemberg Groep 2     | VI     | 7         | --          |                                                                                              |
| 1997/98 | Landesliga Württemberg Groep 2     | VI     | 1         | --          |                                                                                              |
| 1998/99 | Verbandsliga Württemberg           | V      | 3         | --          |                                                                                              |
| 1999/00 | Verbandsliga Württemberg           | V      | 5         | --          |                                                                                              |
| 2000/01 | Verbandsliga Württemberg           | V      | 10        | --          |                                                                                              |
| 2001/02 | Verbandsliga Württemberg           | V      | 8         | --          |                                                                                              |
| 2002/03 | Verbandsliga Württemberg           | V      | 2         | --          | pd-wedstrijden > TSG 1899 Hoffenheim II: 1-3 / 1-1                                           |
| 2003/04 | Verbandsliga Württemberg           | V      | 2         | --          | pd-wedstrijden > Offenburger FV: 3-0 / 2-0                                                   |
| 2004/05 | Oberliga Baden-Württemberg         | IV     | 5         | --          | finalist WFV-Pokal > Stuttgarter Kickers: 1-3                                                |
| 2005/06 | Oberliga Baden-Württemberg         | IV     | 2         | --          |                                                                                              |
| 2006/07 | Oberliga Baden-Württemberg         | IV     | 3         | --          | voetbalafdeling SB zelfstandig verder als 1. FC Heidenheim 1846                              |
| 2007/08 | Oberliga Baden-Württemberg         | IV     | 4         | --          | gekwalificeerd voor Regionalliga; winnaar WFV-Pokal > TSV Crailsheim: 3-2                    |
| 2008/09 | Regionalliga Süd                   | IV     | 1         | 1e ronde    | < VfL Wolfsburg: 0-3; invoering 3. Liga                                                      |
| 2009/10 | 3. Liga                            | III    | 6         | --          |                                                                                              |
| 2010/11 | 3. Liga                            | III    | 9         | --          | winnaar WFV-Pokal > 1. FC Normannia Gmünd: 2-0                                               |
| 2011/12 | 3. Liga                            | III    | 4         | 2e ronde    | < Borussia Mönchengladbach: 0-0 (3-4 n.s.); winnaar WFV-Pokal > SG Sonnenhof Großaspach: 2-0 |
| 2012/13 | 3. Liga                            | III    | 5         | 1e ronde    | < VfL Bochum: 0-2; winnaar WFV-Pokal > Neckarsulmer Sport-Union: 1-3                         |
| 2013/14 | 3. Liga                            | III    | 1         | 1e ronde    | < TSV 1860 München: 1-1 (3-4 n.s.); winnaar WFV-Pokal > Stuttgarter Kickers: 4-2             |
| 2014/15 | 2. Bundesliga                      | II     | 8         | 2e ronde    | < VfL Wolfsburg: 1-4                                                                         |
| 2015/16 | 2. Bundesliga                      | II     | 11        | kwartfinale | < Hertha BSC: 2-3                                                                            |
| 2016/17 | 2. Bundesliga                      | II     | 6         | 2e ronde    | < VfL Wolfsburg: 0-1                                                                         |
| 2017/18 | 2. Bundesliga                      | II     | 13        | 8e finale   | < Eintracht Frankfurt: 1-2 n.v.                                                              |
| 2018/19 | 2. Bundesliga                      | II     | 5         | kwartfinale | < FC Bayern München: 4-5                                                                     |
| 2019/20 | 2. Bundesliga                      | II     | 3         | 2e ronde    | < Werder Bremen: 1-4; PD-wedstrijden > Werder Bremen:                                        |
| 2020/21 | 2. Bundesliga                      | II     | 8         | 1e ronde    | < SV Wehen Wiesbaden: 0-1                                                                    |
| 2021/22 | 2. Bundesliga                      | II     | 6         | 1e ronde    | < Hansa Rostock: 1-2 n.v.                                                                    |
| 2022/23 | 2. Bundesliga                      | II     | 1         | 2e ronde    | < 1. FC Union Berlin: 0-2; Ligatopscorer: Tim Kleindienst (25)                               |
| 2023/24 | Bundesliga                         | I      | 8         | 2e ronde    | < Borussia Mönchengladbach: 1-3; Kwalificatie voor UEFA Conference League                    |
| 2024/25 | Bundesliga                         | I      | 16        | 2e ronde    | < Hertha BSC: 1-2; pd-wedstrijden > SV Elversberg : 2-2 (T) / 2-1 (U)                        |

### Europees
In het seizoen 2024/25 speelt FC Heidenheim voor de eerste keer in de clubgeschiedenis in een Europese competitie.
Uitslagen vanuit gezichtspunt 1. FC Heidenheim
| Seizoen | Competitie        | Ronde            | Land                 | Club                   | Totaalscore | 1e W    | 2e W    | PUC    |
| ------- | ----------------- | ---------------- | -------------------- | ---------------------- | ----------- | ------- | ------- | ------ |
| 2024/25 | Conference League | PO               | Vlag van Zweden      | BK Häcken              | 5-3         | 2-1 (U) | 3-2 (T) | 12.125 |
| 2024/25 | Conference League | Competitie (16e) | Vlag van Slovenië    | Olimpija Ljubljana     | 2-1         | 2-1 (T) | 2-1 (T) | 12.125 |
| 2024/25 | Conference League | Competitie (16e) | Vlag van Cyprus      | Paphos FC              | 1-0         | 1-0 (U) | 1-0 (U) | 12.125 |
| 2024/25 | Conference League | Competitie (16e) | Vlag van Schotland   | Heart of Midlothian FC | 2-0         | 2-0 (U) | 2-0 (U) | 12.125 |
| 2024/25 | Conference League | Competitie (16e) | Vlag van Engeland    | Chelsea FC             | 0-2         | 0-2 (T) | 0-2 (T) | 12.125 |
| 2024/25 | Conference League | Competitie (16e) | Vlag van Turkije     | Istanbul Başakşehir    | 1-3         | 1-3 (U) | 1-3 (U) | 12.125 |
| 2024/25 | Conference League | Competitie (16e) | Vlag van Zwitserland | FC St. Gallen          | 1-1         | 1-1 (T) | 1-1 (T) | 12.125 |
| 2024/25 | Conference League | PO 1/8           | Vlag van Denemarken  | FC Kopenhagen          | 3-4         | 2-1 (U) | 1-3 (T) | 12.125 |

Totaal aantal punten behaald voor de UEFA Coëfficiënten: 12,125
1 Müller ·
2 Busch ·
3 Schöppner ·
4 Siersleben ·
5 Gimber ·
6 Mainka ·
8 Scienza ·
9 Schimmer ·
10 Wanner ·
11 Thomalla ·
14 Breunig ·
16 Niehues ·
17 Honsak ·
18 Pieringer ·
19 Föhrenbach ·
20 Kerber ·
21 Beck ·
22 Eicher ·
23 Traoré ·
25 Negele ·
27 Keller ·
29 Kaufmann ·
30 Theuerkauf ·
31 Conteh ·
33 Maloney ·
34 Tschernuth ·
36 Janes ·
39 Dorsch ·
40 Feller ·

Coach: Schmidt
FC Augsburg · 
Union Berlin · 
Werder Bremen · 
Borussia Dortmund · 
Eintracht Frankfurt · 
SC Freiburg · 
Hamburger SV ·
1. FC Heidenheim ·
Hoffenheim · 
1. FC Köln · 
RB Leipzig · 
Bayer Leverkusen · 
Mainz 05 · 
Borussia Mönchengladbach · 
Bayern München · 
FC St. Pauli ·
VfB Stuttgart · 
VfL Wolfsburg